# Campeonato Europeo de Rugby League División B 2012/13
El Campeonato Europeo de Rugby League División B de 2012/13 fue la séptima edición del torneo de segunda división europeo de Rugby League.

## Equipos
- Alemania
- Italia
- Rusia
- Serbia

## Posiciones
| Equipo   | Encuentros | Encuentros | Encuentros | Encuentros | Tantos  | Tantos    | Tantos     | Puntos |
| Equipo   | jugados    | ganados    | empatados  | perdidos   | a favor | en contra | diferencia | Puntos |
| -------- | ---------- | ---------- | ---------- | ---------- | ------- | --------- | ---------- | ------ |
| Rusia    | 6          | 5          | 0          | 1          | 157     | 112       | 45         | 10     |
| Italia   | 6          | 4          | 0          | 2          | 244     | 134       | 110        | 8      |
| Serbia   | 6          | 2          | 0          | 4          | 144     | 130       | 26         | 4      |
| Alemania | 6          | 1          | 0          | 5          | 101     | 270       | -169       | 2      |

#### Resultados
| 12 de mayo de 2012 | Alemania | 25 - 24 | Serbia |  |  |

| 19 de mayo de 2012 | Alemania | 26 - 32 | Rusia |  |  |

| 9 de junio de 2012 | Serbia | 24 - 18 | Italia |  |  |

| 7 de julio de 2012 | Italia | 72 - 10 | Alemania |  |  |

| 8 de agosto de 2012 | Rusia | 32 - 18 | Italia |  |  |

| 22 de septiembre de 2012 | Rusia | 21 - 20 | Serbia |  |  |

| 18 de mayo de 2013 | Serbia | 46 - 10 | Alemania |  |  |

| 25 de mayo de 2013 | Serbia | 10 - 24 | Rusia |  |  |

| 29 de junio de 2013 | Italia | 38 - 18 | Rusia |  |  |

| 27 de julio de 2013 | Alemania | 30 - 66 | Italia |  |  |

| 10 de agosto de 2013 | Rusia | 30 - 0 | Alemania |  |  |

| 14 de septiembre de 2013 | Italia | 32 - 20 | Serbia |  |  |

| Bandera de Rusia |
| Campeón Rusia    |
| Segundo título   |